# Acanthocladus albicans
Acanthocladus albicans là một loài thực vật có hoa trong họ Polygalaceae. Loài này được A.W.Benn. mô tả khoa học đầu tiên năm 1874.